# 劉蘭 (弘治進士)
劉蘭（1458年—？年），字廷馥，陝西延安府綏德州清澗縣人，軍籍，明朝政治人物。

## 生平
陝西鄉試第六十五名舉人。弘治六年（1493年）中式癸丑科會試第八十四名，三甲第五十四名進士。七年二月授翰林院检讨，侍诸王讲读。

## 家族
曾祖劉傑，本縣訓導；祖父劉道，贈知府；父劉邁，順慶府經歷。母李氏。